# Tadas Labukas
Tadas Labukas (Klaipėda, 10 gennaio 1984) è un calciatore lituano, attaccante del Sakuona.

## Carriera

### Club
Nel 2001 ha vinto la Coppa di Lituania vincendo 1-0 sullo Zalgiris Vilnius, nel 2003-2004 alla Dinamo Mosca non vinse niente però fece 3 gol in 28 partite, nel 2004 al suo ritorno arrivò in finale sempre nella Coppa di Lituania perdendo ai rigori 2-1, nel 2001 ha segnato 12 gol in 35 partite ma nel 2004 il numero di partite dimezzò e Tadas riuscì a segnare soltanto 1 gol.
Al Vyzas segnò 7 gol in 15 partite, esattamente 1 gol in 2 partite. Nel 2006-2007 si classificò quarto con lo Zalgiris Vilnius, nell'estate 2007 ha superato il terzo turno nella Coppa Intertoto 2007 con l'Oțelul Galați battendo i turchi del Trazbonspor con un doppio 2-1. In 36 partite segnò 4 gol. Ha partecipato alla UEFA Champions League 2008-2009 in qualità di campione di Azerbaigian con l'Inter Baku, è stato eliminato dal Partizan al secondo turno. A luglio del 2009 è arrivato all'Arka Gdynia firmando un contratto biennale e con essa in 47 partite segnò 7 gol. Ha giocato 8 partite con la nazionale lituana e indossa il numero 20, nell'Arka Gdynia indossa il numero 11.
Il 6 luglio è passato ai norvegesi del Brann. A fine stagione, è rimasto svincolato. Si è poi accordato con lo Skonto.
Segna il primo gol nello Skonto il 7 aprile 2012, nella vittoria casalinga per 1-0 contro lo Spartaks.

## Palmarès

### Club

#### Competizioni nazionali
- Coppa di Lituania: 1

Atlantas: 2001
- Coppa di Lettonia: 1

Skonto: 2011-2012